# 韦尔卡尔德亚尔梅里亚
韦尔卡尔德亚尔梅里亚，是西班牙安达卢西亚自治区阿尔梅里亚省的一个市镇。 总面积21km2, 总人口8278人（2001年），人口密度394人/km2。